# Wanda (cratère)
Wanda est un cratère d'impact sur Vénus. Il est recensé en 1984 par la sonde soviétique Venera 15/16[réf. souhaitée].